# Leichtathletik-Länderkämpfe mit bundesdeutscher Beteiligung 1963
| Leichtathletik-Länderkämpfe mit bundesdeutscher Beteiligung 1963                    | Leichtathletik-Länderkämpfe mit bundesdeutscher Beteiligung 1963 | Leichtathletik-Länderkämpfe mit bundesdeutscher Beteiligung 1963 | Leichtathletik-Länderkämpfe mit bundesdeutscher Beteiligung 1963 |
| ----------------------------------------------------------------------------------- | ---------------------------------------------------------------- | ---------------------------------------------------------------- | ---------------------------------------------------------------- |
|                                                                                     |                                                                  |                                                                  |                                                                  |
| 1. Länderkampf 1963, Zehnkampf (Männer): FRG – YUG                                  |                                                                  |                                                                  |                                                                  |
| Bad Reichenhall 1./2. Juni 1963                                                     | Bad Reichenhall 1./2. Juni 1963                                  | 1. FRG 2. YUG                                                    | 16 P 6 P                                                         |
| 2. Länderkampf 1963, Fünfkampf (Frauen): FRG – YUG                                  |                                                                  |                                                                  |                                                                  |
| Bad Reichenhall 1./2. Juni 1963                                                     | Bad Reichenhall 1./2. Juni 1963                                  | 1. FRG 2. YUG                                                    | 16 P 6 P                                                         |
| 3. Länderkampf 1963, Geher (Männer): SWE – FRG                                      |                                                                  |                                                                  |                                                                  |
| Västerås 16. Juni 1963                                                              | Västerås 16. Juni 1963                                           | 1. SWE 2. FRG                                                    | 29 P 15 P                                                        |
| 4. Länderkampf 1963, Straßenlauf (Männer): FRG – LUX – NLD – SUI                    |                                                                  |                                                                  |                                                                  |
| Bad Kreuznach 16. Juni 1963                                                         | Bad Kreuznach 16. Juni 1963                                      | 1. FRG 2. NLD 3. SUI 4. LUX                                      | 5:08:47,0 h 5:26:51,4 h 5:41:19,8 h o. W.                        |
| 5. Länderkampf 1963, Sechsländervergleich Männer: NLD – FRG – BEL – FRA – ITA – SUI |                                                                  |                                                                  |                                                                  |
| Enschede 13./14. Juli 1963                                                          | Enschede 13./14. Juli 1963                                       | 1. FRG 2. FRA 3. ITA 4. NLD 5. BEL 6. SUI                        | 146 P 123 P 95 P 55 P 63 P 60 P                                  |
| 6. Länderkampf 1963, Frauen: FRG – USA                                              |                                                                  |                                                                  |                                                                  |
| Braunschweig 30. Juli 1963                                                          | Braunschweig 30. Juli 1963                                       | 1. FRG 1. USA                                                    | 71 P 45 P                                                        |
| 7. Länderkampf 1963, Männer: FRG – USA                                              |                                                                  |                                                                  |                                                                  |
| Hannover 31. Juli / 1. August 1963                                                  | Hannover 31. Juli / 1. August 1963                               | 1. USA 2. FRG                                                    | 114 P 82 P                                                       |
| 8. Länderkampf 1963, Männer: GBR – FRG                                              |                                                                  |                                                                  |                                                                  |
| London 23./24. August 1963                                                          | London 23./24. August 1963                                       | 1. FRG 2. GBR                                                    | 109 P 101 P                                                      |
| 9. Länderkampf 1963, Frauen: GBR – FRG                                              |                                                                  |                                                                  |                                                                  |
| London 23./24. August 1963                                                          | London 23./24. August 1963                                       | 1. GBR 2. FRG                                                    | 75,5 P 63,5 P                                                    |
| 10. Länderkampf 1963, Männer: NOR – FRG                                             |                                                                  |                                                                  |                                                                  |
| Oslo 14./15. September 1963                                                         | Oslo 14./15. September 1963                                      | 1. FRG 2. NOR                                                    | 126 P 86 P                                                       |
| 11. Länderkampf 1963, Männer: FRG – FIN                                             |                                                                  |                                                                  |                                                                  |
| Bremen 28./29. September 1963                                                       | Bremen 28./29. September 1963                                    | 1. FRG 2. FIN                                                    | 131 P 81 P                                                       |
| 12. Länderkampf 1962, Zehnkampf (Männer): FRG – FRA – SUI                           |                                                                  |                                                                  |                                                                  |
| Darmstadt 28./29. September 1963                                                    | Darmstadt 28./29. September 1963                                 | 1. FRG 2. SUI 3. FRA                                             | 66 P 38 P 17 P                                                   |
| 13. Länderkampf 1963, Männer: POL – FRG                                             |                                                                  |                                                                  |                                                                  |
| Warschau 5./6. Oktober 1963                                                         | Warschau 5./6. Oktober 1963                                      | 1. POL 2. FRG                                                    | 111 P 99 P                                                       |
| 14. Länderkampf 1963, Frauen: FRG – POL                                             |                                                                  |                                                                  |                                                                  |
| Kassel 6. Oktober 1963                                                              | Kassel 6. Oktober 1963                                           | 1. FRG 2. POL                                                    | 131,5 P 117,5 P                                                  |
| 15. Länderkampf 1962, Zehnkampf (Männer): FRG – FIN – DNK/ ISL – NOR – POL – SWE    |                                                                  |                                                                  |                                                                  |
| Lübeck 5./6. Oktober 1963                                                           | Lübeck 5./6. Oktober 1963                                        | 1. FRG 2. FIN 3. NOR 4. SWE 5. DNK/ 00 ISL 6. POL                | 22.993 P 20.102 P 18.626 P 18.161 P 17.956 P 16.831 P            |
| Chronik                                                                             |                                                                  |                                                                  |                                                                  |
| ← Länderkämpfe 1962                                                                 | ← Länderkämpfe 1962                                              | Länderkämpfe 1964 →                                              | Länderkämpfe 1964 →                                              |

Im Jahr 1963 wurden fünfzehn Leichtathletikländerkämpfe mit deutscher Beteiligung ausgetragen. Das waren nur zwei weniger als 1961, dem Jahr, in dem die bis dahin höchste Anzahl an Länderkämpfen seit Beginn dieser Vergleiche im Jahr 1921 stattgefunden hatte.
Nicht aufgeführt ist der sogenannte „Lugano-Cup“, ein Weltcup der Geher. Hier handelt es sich um eine Veranstaltung unter dem Dach des Weltleichtathletikverbands (früher: IAAF) mit einem Qualifikationssystem, das hier als eigene Veranstaltung außerhalb der üblichen Länderkämpfe gesehen wird, ähnlich wie auch die Europacup-Wettbewerbe des Europäischen Leichtathletikverbands, der ab 1965 durchgeführte Leichtathletik-Europacup, der Leichtathletik-Continentalcup (ab 1977) und der Geher-Europacup (ab 1996).
Aufgeführt sind hier die Länderkämpfe bundesdeutscher Leichtathleten. Die Sportler der DDR führten nach der deutschen Teilung im Jahr 1949 eigene Veranstaltungen durch.
Die Frauen bestritten vier Vergleiche, die Männer elf. Von den Männerbegegnungen wurden drei im Bereich Zehnkampf, eine von den Gehern und eine im Bereich Straßenlauf durchgeführt. Die weiteren sechs Aufeinandertreffen der Männer fanden wie gewohnt in Form von Veranstaltungen mit einer Mischung allgemeiner leichtathletischer Disziplinen statt. Auch die Länderkämpfe der Frauen wurden nicht ausnahmslos als Begegnungen der üblichen Form mit verschiedenen leichtathletischen Disziplinen ausgetragen. Einer der Vergleiche der Leichtathletinnen bestand in einem Mehrkampf, bei den Frauen dem Fünfkampf.

## Bilanz
In der Saison 1963 gab es für die bundesdeutschen Männer in ihren elf Länderkämpfen drei Niederlagen. Verloren gingen die Begegnungen mit den USA in Hannover am 31. Juli und mit Polen in Warschau am 5./6. Oktober. Darüber hinaus unterlag das bundesdeutsche Geher-Team den Athleten aus Schweden am 16. Juni in Västerås. Die anderen acht Vergleiche des Jahres 1963 konnten die bundesdeutschen Männer für sich entscheiden. Die Männer hatten damit am Ende der Saison in ihren seit dem ersten Länderkampf 1921 insgesamt 195 Vergleichen 161 Siege und zwei Unentschieden erzielt sowie 32 Niederlagen erlitten. Nur gegen die USA hatte Deutschland weiterhin noch keinen Erfolg vorzuweisen und war diesem Gegner bei zwei Vergleichen 1938 und 1961 unterlegen.
Die Frauen mussten in ihren vier Länderkämpfen 1963 eine Niederlage einstecken. Sie verloren gegen Großbritannien am 23./24. August in London. Damit hatten die bundesdeutschen Leichtathletinnen seit dem ersten Frauenländerkampf 1928 in 54 Aufeinandertreffen jetzt insgesamt 43 Siege errungen, ein Unentschieden erzielt und zehn Niederlagen hinnehmen müssen. Eine negative Bilanz hatten sie gegenüber England, der Sowjetunion und dem Britischen Empire, ausgeglichen war der Stand mit Polen und nun auch wieder mit Großbritannien, alle anderen Bilanzen waren positiv.
In der Gesamtsumme aller Länderkämpfe mit deutscher bzw. bundesdeutscher Beteiligung hatten Deutschlands Leichtathleten von 249 Vergleichen 204 gewonnen, 42 verloren und drei Unentschieden erzielt. Vier der Niederlagen stammten dabei aus zweiten Plätzen in Begegnungen mit mehr als zwei Nationen: zwei aus den von Schweden siegreich gestalteten allgemeinen Vergleichen, eine aus dem von den Niederlanden gewonnenen Straßenlaufwettkampf in der Saison 1951 und zwei aus von der Schweiz siegreich gestalteten Straßenlauf-Vergleichen.

## Wertungsmodus
Die Regeln zur Punktevergabe wurden diesmal wieder in allen Länderkämpfen nach dem üblichen Wertungssystem angewendet. In den Einzeldisziplinen lautete der Standard der Punktevergabe: Platz 1: 5 P, Pl. 2: 3 P, Pl. 4: 1 P. In den Staffeln wurden durchgängig nach dem Standard fünf zu zwei Punkte vergeben. In weiteren Begegnungen mussten aufgrund anderer Rahmenbedingungen – mehr als zwei Teilnehmer je Nation in der Wertung oder mehr als ein Gegnerland – andere Regeln zur Punktevergabe zur Anwendung kommen.

## Legende
Kurze Übersicht zur Bedeutung der Symbolik – so üblicherweise auch in sonstigen Veröffentlichungen verwendet:
| o. W. | ohne Wertung |

## Zehnkampf-Länderkampf der Männer gegen Jugoslawien
Der erste Vergleich des Jahres 1963 war ein Länderkampf im Zehnkampf. Gegner war Jugoslawien. Die Begegnung fand in dieser Form zum ersten Mal statt. Austragungsort am 1./2. Juni war Bad Reichenhall. Die bundesdeutschen Athleten setzten sich mit der größtmöglichen Wertung durch und siegten mit sechzehn zu sechs Punkten. Auch die Frauen bestritten gemeinsam mit den Männern in getrennter Wertung einen Mehrkampf-Vergleich mit Jugoslawien.

## Fünfkampf-Länderkampf der Frauen gegen Jugoslawien
Gemeinsam mit den Männern bestritten auch die Frauen am 1./2. Juni in Bad Reichenhall einen Mehrkampf mit Jugoslawien. Auch die Fünfkämpferinnen siegten mit dem größtmöglichen Vorsprung von sechzehn zu sechs Punkten. Die siegreiche Jutta Heine stellte mit 4767 Punkten nach der Wertung von 1961 einen neuen deutschen Rekord auf.

## Geher-Länderkampf der Männer gegen Schweden
Im dritten Vergleich trafen sich die bundesdeutschen Geher mit ihren Kontrahenten aus Schweden. Die Begegnung wurde am 16. Juni in der schwedischen Stadt Västerås ausgetragen. Es war das siebte Aufeinandertreffen mit den schwedischen Gehern, das letzte hatte 1953 stattgefunden. Schweden hatte zuvor vier Mal gewonnen, Die Bundesrepublik Deutschland zwei Mal. Auch in Västerås entschieden die Schweden den Länderkampf mit 29 zu fünfzehn Punkten für sich.

## Straßenlauf-Länderkampf der Männer gegen Luxemburg, die Niederlande und die Schweiz
Der vierte Länderkampf des Jahres war ein Vergleich im Straßenlauf zwischen den vier Nationen Bundesrepublik Deutschland, Luxemburg, Niederlande und Schweiz. Die Begegnung fand zum ersten Mal in dieser Form statt und wurde am 16. Juni in Bad Kreuznach ausgetragen. Die bundesdeutschen Läufer setzten sich mit einem Vorsprung von mehr als vierzehn Minuten vor ihren niederländischen Gegnern durch. Knapp vierzehneinhalb weitere Minuten zurück folgte die Schweiz auf dem dritten Platz vor Luxemburg, das ohne Wertung blieb, weil weniger als drei ihrer Vertreter das Ziel erreichten.

## Sechsländerkampf der Männer gegen die Niederlande, Belgien, Frankreich, Italien und die Schweiz
Am 13./14. Juli trafen die deutschen Männer im ersten Länderkampf des Jahres mit dem allgemeinen leichtathletischen Programm in einem Sechsländerkampf auf die Niederlande, Belgien, Frankreich, Italien und die Schweiz. Es war das vierte Aufeinandertreffen der sechs Länder in dieser Form, das letzte hatte 1961 in der französischen Hauptstadt Paris stattgefunden. Nun war die niederländische Stadt Enschede Gastgeber der Veranstaltung, die mit dem Marathonlauf und dem Zehnkampf ein sehr umfassendes Programm enthielt. Das deutsche Team behauptete sich auch zum vierten Mal, dahinter belegte Frankreich den zweiten Platz vor Italien und den Niederlanden. Belgien und die Schweiz folgten auf den Rängen fünf und sechs.

## Länderkampf der Frauen gegen die USA
Im sechsten Vergleich des Jahres traten auch die bundesdeutschen Frauen zu ihrem ersten Länderkampf der laufenden Saison an. Am 30. Juli trafen sie in Braunschweig zum zweiten Mal auf die USA. Die Begegnung im Vorjahr in Karlsruhe hatten die bundesdeutschen Leichtathletinnen für sich entschieden und auch diesmal lagen sie mit 71 zu 45 Punkten wieder deutlich vorn. Auch die bundesdeutschen Männer trugen an diesem Wochenende eine eigene Begegnung gegen die USA aus.

## Länderkampf der Männer gegen die USA
Einen Tag nach der Begegnung der Frauen mit den Vereinigten Staaten bestritten auch die bundesdeutschen Männer im siebten Vergleich des Jahres einen Länderkampf mit demselben Gegner. Das Treffen, es war das dritte der beiden Länder, fand am 31. Juli / 1. August in Hannover statt. Wie im Vorjahr gab es einen klaren Sieg der US-Amerikaner mit diesmal 114 zu 82 Punkten.

## Länderkampf der Männer gegen Großbritannien
Den achten Länderkampf des Jahres bestritten die Männer gegen Großbritannien. In den fünf vorangegangenen Begegnungen hatte die Bundesrepublik Deutschland vier Mal gewonnen, Großbritannien einmal. Das letzte Aufeinandertreffen hatte es 1961 in Dortmund gegeben, dieses hatte die Bundesrepublik Deutschland für sich entschieden. Nun trafen sich die beiden Nationen am 23./24. August in der britischen Hauptstadt London. Der Ausgang war knapp, die Bundesrepublik Deutschland kam mit 109 zu 101 Punkten zu seinem fünften Sieg. Gemeinsam mit den Männern trugen auch die Frauen in getrennter Wertung einen Länderkampf mit den britischen Leichtathletinnen aus.

## Länderkampf der Frauen gegen Großbritannien
Im neunten Ländervergleich kamen wieder die Frauen zum Zug und trugen am 23./24. August in London gemeinsam mit den Männern ihre eigene Begegnung mit Großbritannien aus. Die Bilanz in den bisherigen vier Aufeinandertreffen der beiden Länder war mit zwei zu zwei ausgeglichen, den letzten Länderkampf in Oberhausen 1961 hatte die Bundesrepublik Deutschland für sich entschieden. Hier in London setzten sich mit 75,5 zu 63,5 Punkten wieder die Britinnen durch, wodurch die deutsche Bilanz gegen diese Gegnerinnen erneut negativ wurde.

## Länderkampf der Männer gegen Norwegen
Im zehnten Vergleich des Jahres kam es wieder zu einer Premiere. Zum ersten Mal trat Deutschland gegen Norwegen an. Gastgeber dieser Begegnung der Männer war am 14./15. September die norwegische Hauptstadt Oslo. Die bundesdeutschen Leichtathleten entschieden das Aufeinandertreffen mit 126 zu 86 Punkten sehr deutlich für sich.

## Länderkampf der Männer gegen Finnland
Im elften Vergleich trafen die bundesdeutschen Männer nach sechs Jahren wieder einmal auf Finnland. Die Begegnung fand am 28./29. September in Bremen statt. In den vorangegangenen acht Länderkämpfen hatte es meist enge Resultate gegeben, Deutschland hatte fünf Siege auf seinem Konto, Finnland zwei. In Bremen setzten sich die bundesdeutschen Leichtathleten mit deutlichem Vorsprung durch und gewannen mit 131 zu 81 Punkten.

## Zehnkampf-Länderkampf der Männer gegen Frankreich und die Schweiz
In Darmstadt fand im zwölften Länderkampf der zweite Zehnkampf-Vergleich des Jahres statt. Es war eine Begegnung der drei Länder Bundesrepublik Deutschland, Frankreich und Schweiz, die am 28./29. September ausgetragen wurde. In dieser Konstellation hatte es zuvor noch kein Aufeinandertreffen gegeben. Die starken bundesdeutschen Zehnkämpfer brachten 66 Punkte auf ihr Konto und gewannen vor der Schweiz (38 Punkte) und Frankreich (siebzehn Punkte).

## Länderkampf der Männer gegen Polen
Der dreizehnte Vergleich führte die bundesdeutschen Männer nach Warschau, wo es zum achten Aufeinandertreffen mit Polen kam. Die Bilanz war mit drei zu drei ausgeglichen, einmal hatte es ein Unentschieden gegeben. Die letzten beiden Begegnungen 1960 und 1962 hatte Polen für sich entschieden. Diese Tendenz setzte sich auch in Warschau fort, Die Bundesrepublik Deutschland unterlag mit 99 zu 111 Punkten, sodass die Bilanz der deutschen Männer gegen Polen nun negativ ausfiel. Auch die Frauen der beiden Länder trugen an diesem Wochenende einen Länderkampf miteinander aus, der allerdings in der Bundesrepublik stattfand.

## Länderkampf der Frauen gegen Polen
Im vierzehnten Vergleich des Jahres maßen sich auch die bundesdeutschen Frauen mit Polen. Die Begegnung fand zum sechsten Mal statt, bisher hatte Deutschland zwei Niederlagen hinnehmen müssen, einmal hatte es ein Unentschieden gegeben und drei Mal hatte das deutsche Team gewonnen. Das diesjährige Aufeinandertreffen am 6. Oktober in Kassel wurde mit drei Athletinnen je Land und Disziplin ausgetragen und die bundesdeutschen Leichtathletinnen konnten sich mit 131,5 zu 117,5 Punkten durchsetzen.

## Zehnkampf-Länderkampf der Männer gegen Finnland, Dänemark/Island, Norwegen, Polen und Schweden
Im fünfzehnten und letzten Länderkampf des Jahres 1963 traten zum dritten Mal in dieser Saison die Zehnkämpfer an. In Lübeck traf die Bundesrepublik Deutschland am 5./6. Oktober mit Finnland, einem gemischten Team aus Dänemark und Island, Norwegen, Polen sowie Schweden auf fünf Gegner. Das Ergebnis entschied sich hier nicht nach den Platzierungen, sondern über die Addition der von den drei besten Athleten jedes Landes errungenen Punktzahlen. Die starken bundesdeutschen Zehnkämpfer entschieden die Begegnung mit großer Dominanz für sich. Mit 22.993 Punkten und einem Vorsprung von mehr als 2800 Punkten siegten sie vor Finnland. Die drittplatzierten Norweger folgten weitere fast 1500 Punkte zurück vor Schweden (knapp 550 Punkte hinter Norwegen) und Dänemark/Island (etwas mehr als 200 Punkte hinter Schweden). Die sechstplatzierten Polen hatten einen Rückstand von mehr als 1100 Punkten auf das Team Dänemark/Island.